# Hemmingstedt
Hemmingstedt er en by og kommune i det nordlige Tyskland, beliggende i Amt Kirchspielslandgemeinde Heider Umland i den centrale del af Kreis Dithmarschen. Kreis Dithmarschen ligger i den sydvestlige del af delstaten Slesvig-Holsten.

## Geografi
Hemmingstedt er beliggende centralt i Kreis Dithmarschen mellem byerne Heide og Meldorf ved Bundesstraße 5. I nærheden ligger motorvejsafkørsken Heide-Süd/Hemmingstedt ved Bundesautobahn 23 i retning mod Hamborg. Hemmingstedt ligger ved Marskbanen mellem Heide og Itzehoe. I kommunen ligger et olieraffinaderi, der er den største arbejdsplads i området.

### Inddeling
Ud over Hemmingstedt ligger landsbyerne Braaken, Dellweg, Hohenheide, Norderwurth samt Volkerswurth i kommunen.

### Nabokommuner
Nabokommuner er (med uret fra nord) byen Heide og kommunerne Nordhastedt, Epenwöhrden, Nordermeldorf, Wöhrden, Lieth og Lohe-Rickelshof (alle i Kreis Dithmarschen).

## Billeder
- Hemmingstedt raffineri
- Flyfoto af raffineriet
- Et mindesmærke
- "To Osten 6", et af de ældste huse i Dithmarschen
- Vindmølle
- St. Mariakirken